# Георг Лассен
Георг Фріц Крістіан Лассен (нім. Georg Fritz Christian Lassen; 12 травня 1915, Берлін, Німецька імперія — 18 січня 2012, Кальвія, Іспанія) — німецький офіцер-підводник, корветтен-капітан. кавалер Лицарського хреста Залізного хреста з дубовим листям.

## Біографія
25 вересня 1935 року поступив на службу у крігсмаріне. З серпня 1939 року служив на підводному човні U-29. За час служби Лассена човен потопив 12 кораблів (загальна водотоннажність — 80 688 брт) і авіаносець «Корейджес». З 3 січня 1941 року — командир U-29, яка увійшла до складу 24-ї навчальної флотилії і не брала участь у військових походах.
з 16 жовтня 1941 року — командир U-160 (тип IX-C) 10-ї флотилії. В першому ж поході до берегів США (березень-квітень 1942) Лассен потопив 6 суден (43 560 брт). У вересні-грудні 1942 року, здійснюючи патрулювання в районі Карибських островів, Лассен потопив 10 суден (58 235 брт). В ніч на 4 березня 1943 року Лассен менше ніж за 5 годин потопив 6 суден (41 076 брт). Всього на U-160 Лассен здійснив 4 походи (328 днів у морі).
З 14 червня 1943 року — командир роти і викладач тактики 1-ї навчальної підводної дивізії (Піллау).
з 15 квітня 1945 року — командир вантажного судна «Преторія».
10 травня 1945 року взятий у полон британськими військами. Звільнений 31 серпня 1945 року.
Всього за час бойових дій Лассен потопив 26 (156 082 брт) і пошкодив 5 (34 419 брт) суден.

## Звання
- Офіцер-анвертер (5 квітня 1935)
- Зее-кадет (25 вересня 1935)
- Фенрих-цур-зее (1 липня 1936)
- Оберфенрих-цур-зее (1 січня 1938)
- Лейтенант-цур-зее (1 квітня 1938)
- Оберлейтенант-цур-зее (1 жовтня 1939)
- Капітан-лейтенант (1 вересня 1942)
- Корветтен-капітан (1 квітня 1945)

## Нагороди
- Медаль «За вислугу років у Вермахті» (4 роки; 5 квітня 1939)
- Залізний хрест 2-го класу (26 вересня 1939)
- Медаль «У пам'ять 22 березня 1939 року» (26 жовтня 1939)
- Медаль «У пам'ять 1 жовтня 1938» (20 грудня 1939)
- Залізний хрест 1-го класу (18 липня 1940)
- Нагрудний знак підводника (18 липня 1940)
- Відзначений у Вермахтберіхт
  - «Під час битви за Алантику найбільш успішно себе проявили підводні човни капітан-лейтенанта Гардеґена і обер-лейтенанта-цур-зее Лассена.» (14 квітня 1942)
- Лицарський хрест Залізного хреста з дубовим листям
  - Хрест (10 серпня 1942)
  - Дубове листя (№ 208; 7 березня 1942)
- Нагрудний знак підводника з діамантами (22 жовтня 1942)